# Iglesia de Friedrichswerder
La iglesia de Friedrichswerder es un museo cuyo edificio fue diseñado originalmente como templo religioso por el arquitecto Karl Friedrich Schinkel en el centro de Berlín (Alemania), en la proximidad de la Academia de arquitectura de Berlín y el Palacio Real. El edificio está ubicado en la calle Werderscher Markt.
La iglesia sufrió graves daños durante la Segunda Guerra Mundial y sólo se inició su renovación integral entre 1979 y 1986 cuando se pusieron en marcha los preparativos para celebrar el 200 aniversario del nacimiento de Schinkel. Después de someterse a otra renovación entre 1997 y 2000, el edificio alberga una exhibición permanente de esculturas de principios del siglo XIX.

## Historia
El edificio se realizó entre 1824-1830 en ladrillo en estilo gótico según los planos de Karl Friedrich Schinkel, quien era jefe del departamento de obras del Estado prusiano y arquitecto de la familia real, lo que le permitió diseñar la mayoría de los edificios importantes de la época en Berlín.
El exterior es claramente neogótico. En este siglo, mientras que en Francia primaba el neoclásico, los países teutones buscaban una aplicación de sus verdaderas raíces, y al igual que los ingleses, las vieron reflejadas en el estilo gótico. El autor da dos soluciones en plano para el interior del edificio: una neoclásica o neorromana, en la línea de otros países, y otra neogótica, que finalmente es la que se realiza. Estas dos opciones eran asequibles con la estructura del resto del edificio, ya que el edificio tiene una estructura interior de hierro. Las bóvedas apuntaladas que se observan en su interior, no son más que falsos techos, no tienen función portante alguna.

### Desde 1945

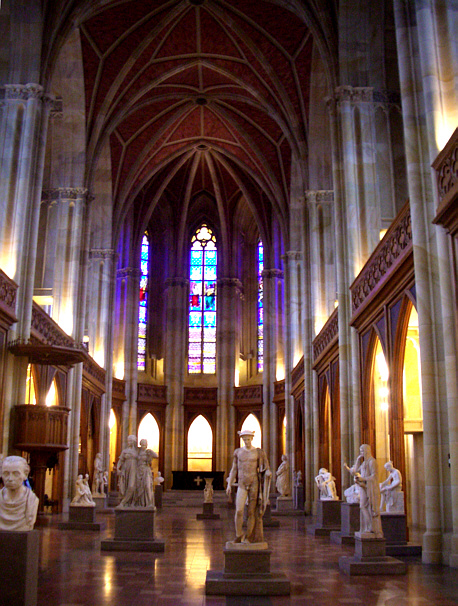
Interior.

Durante la Batalla de Berlín (1945) en el marco de la Segunda Guerra Mundial el edificio resultó gravemente dañado por múltiples bombas. El bombardeo de artillería que causó los peores daños fue el del 29 de abril de 1945, especialmente en la fachada de la torre y en el interior. Sin embargo, los vitrales originales lograron ser preservados al ser desmontados y guardados en la Catedral de Berlín donde fueron redescubiertos en 1982.
El edificio fue restaurado y acondicionado entre 1979-1986 y 1997-2000. Sin embargo en 2012 fue cerrado el acceso al público debido a fallas estructurales que tardaron varios años en ser reparadas y solo permitieron la reapertura de la iglesia en 2020.

## El museo
El edificio y su colección de esculturas como museo Schinkel constituyen un anexo de la Antigua Galería Nacional de Berlín de los museos públicos de Berlín.
Entre las obras expuestas se encuentran trabajos del escultor alemán Christian Daniel Rauch.